# King of the Cage
King of the Cage (в пер. с англ. Король клетки) или в сокращённом варианте KOTC — американская бойцовская организация, занимающаяся проведением турниров по смешанным единоборствам. Основана в 1998 году, базируется в Южной Калифорнии с центральным офисом в городе Ранчо-Кукамонга.

## История
Организация была основана в 1998 году предпринимателем Терри Требилкоком, первый турнир состоялся 30 октября 1999 года в городе Сан-Джасинто. Первые турниры проводились преимущественно в штате Калифорния в казино на территории индейских резерваций — из-за особенностей местного законодательства это позволяло организаторам уходить от многих бюрократических процедур, в частности позволяло им уйти из-под влияния атлетических комиссий и не проводить обязательные процедуры допинг-контроля. Позже турниры стали проводиться и в других штатах, а иногда — вообще в других государствах: Канаде, Австралии, Японии, Филиппинах. Многие шоу транслировались крупными кабельными телеканалами по системе pay-per-view.
В сентябре 2007 года Требилкок продал KOTC компании ProElite, однако через пару лет в июле 2009 года выкупил её обратно и начал активно сотрудничать с продюсером Марком Бёрнеттом, известным по ряду популярных в Америке реалити-шоу. Вместе они запустили телешоу Bully Beatdown на канале MTV, где предлагали различным хулиганам драться за деньги против профессиональных бойцов ММА, многие из которых были выходцами из KOTC.
В 2010 году некоторые турниры KOTC транслировались на телеканале HDNet, принадлежавшем Марку Кьюбану. В 2012 году заключён пятилетний контракт на трансляции с кабельным телеканалом MAVTV.
За двадцать лет активной работы организация провела более четырёхсот турниров. Здесь преимущественно выступают малоизвестные начинающие бойцы, бывшие любители, а также ветераны, уволенные из других более крупных организаций. Тем не менее, здесь есть и звёзды ММА, так, в разное время чемпионами организации становились такие известные бойцы как Дэниел Кормье, Рори Макдональд, Юрайя Фейбер, Диего Санчес, Тони Джонсон, Майк Кайл, Тревор Прэнгли, Рикко Родригес, Дэн Бобиш, Джимми Амбрис, Бобби Хоффман. Здесь начинали бойцовскую карьеру Ти Джей Диллашоу, Ронда Раузи, Куинтон Джексон, Тим Хейг, Джесси Тейлор, Эй Джей Мэттьюз, Энтони Руис, Шон Салмон, на контракте организации состояли Деметриус Джонсон, Робби Лоулер, Деннис Холлман, Эмануэль Ньютон, Соа Палелеи, Форрест Гриффин, Пол Бентелло, Роберт Макдэниел, Фабиану Шернер, Рон Кеслар, Джейк Элленбергер, Мартин Кампманн, Майк Хейз и многие другие.

## Правила
KOTC использует традиционные унифицированные правила ММА, принятые американскими атлетическими комиссиями. Бои проводятся в одиннадцати мужских весовых категориях и четырёх женских, при этом категория 66 кг названа легчайшей вместо полулёгкой, 61 кг наилегчайшей вместо легчайшей, а 57 кг первой наилегчайшей вместо наилегчайшей. Введены две уникальные весовые категории, не представленные в унифицированных правилах, это первая полусредняя (75 кг) и первая тяжёлая (102 кг).